# Polistes tullgreni
Polistes tullgreni är en getingart som beskrevs av Schulz 1906. Polistes tullgreni ingår i släktet pappersgetingar, och familjen getingar. Inga underarter finns listade i Catalogue of Life.